# Tonabnehmerstecker

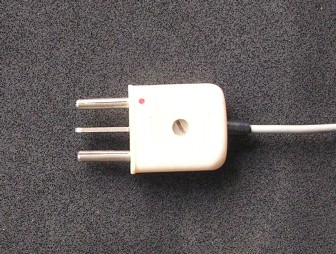
Tonabnehmerstecker

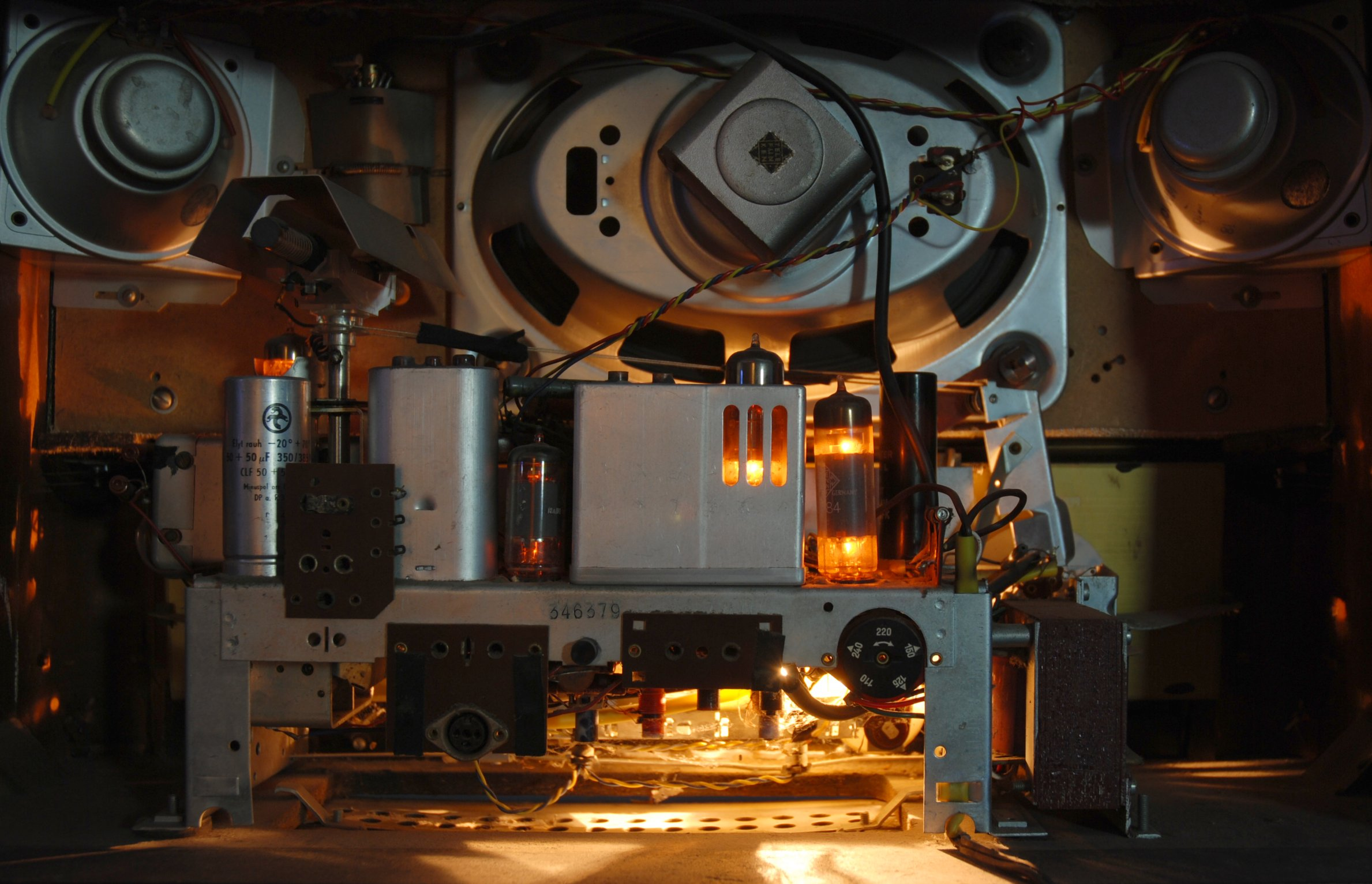
Röhrenradio von hinten, der Tonabnehmeranschluss befindet sich auf der Platte aus Hartpapier zusammen mit einer Buchse für einen DIN-Stecker.

Der Tonabnehmerstecker ist der männliche Steckverbinder zum Anschluss einer externen Tonquelle wie ein Plattenspieler, ein Tefifon oder Trautonium an die Tonabnehmereingangsbuchse oder Eingangskupplung eines Verstärkers oder eines Rundfunkempfängers. Der zweipolige Steckverbinder hat gleich dem Lautsprecherstecker ähnliche Abmessungen wie der Eurostecker mit 2 × 4 mm Stiftdurchmesser und 19 mm Polabstand.
Mit der Verbreitung der Stereofonie wurde zur zweikanaligen Stereoübertragung ein dritter Kontakt benötigt und dieser wurde als Mittelstift mit einem rechteckigen Querschnitt von 2 × 7 mm realisiert.
Diese nicht verpolungssichere Norm wurde durch die runde drei- und fünfpolige Steckverbinder für den Diodenanschluss ersetzt, beschrieben in der Norm für DIN-Steckverbinder DIN 41524.

## Belegung
Beim zweipoligen Steckverbinder liegt an einem Kontakt das Signal und am anderen die Masse. Bei der Verwendung von Koaxleitungen ist letztere das Geflecht der Abschirmung.
Beim dreipoligen Steckverbinder für einkanalige Monoübertragung ist der Mittelkontakt entweder frei und kann bei Bedarf entfernt werden oder mit Masse verbunden, so bei den meisten Eingangsbuchsen der monophonen Röhrenempfänger. Bei der Stereoübertragung liegen die Signale für die beiden Kanäle an den Außenkontakten und der Mittelkontakt dient als gemeinsame Masse.
Zur Unterscheidung von Signal und Masse bzw. der beiden Stereokanäle dient ein Farbpunkt bzw. eine Marke am Stecker. Die Pole der Gerätebuchse sind mit Text oder Symbolen beschriftet.